# Frontière entre les États-Unis et les Pays-Bas
La frontière entre les États-Unis et les Pays-Bas est entièrement maritime et se situe en mer des Caraïbes entre deux territoires des Petites Antilles : les Îles Vierges des États-Unis (plus particulièrement Sainte-Croix) et Saba.
La frontière relie deux tripoints
- Au Nord, le tripoint avec le Royaume-Uni, plus particulièrement Anguilla : Frontière entre les États-Unis et le Royaume-Uni / Frontière entre les Pays-Bas et le Royaume-Uni
- Au Sud, le tripoint avec le Venezuela, plus particulièrement Isla de Aves : Frontière entre les États-Unis et le Venezuela / Frontière entre les Pays-Bas et le Venezuela

À ce jour, aucun traité international n'officialise cette frontière.